# 1948年のグランプリ・シーズン
1948年のグランプリ・シーズンは第二次世界大戦後に開催された3回目のグランプリ・シーズンである。

## シーズン概要

### グランドゼプルーヴ
| 開催日  | レース             | サーキット                 | ポールポジション             | ファステストラップ           | 優勝者                         | コンストラクター | レポート |
| ------- | ------------------ | -------------------------- | ---------------------------- | ---------------------------- | ------------------------------ | ---------------- | -------- |
| 5月16日 | モナコグランプリ   | モンテカルロ市街地コース   | ジュゼッペ・ファリーナ       | ジュゼッペ・ファリーナ       | ジュゼッペ・ファリーナ         | マセラティ       | 詳細     |
| 7月4日  | スイスグランプリ   | ブレムガルテン・サーキット | ジャン＝ピエール・ウィミーユ | ジャン＝ピエール・ウィミーユ | カルロ・フェリーチェ・トロッシ | アルファロメオ   | 詳細     |
| 7月18日 | フランスグランプリ | ランス・グー               | ジャン＝ピエール・ウィミーユ | ジャン＝ピエール・ウィミーユ | ジャン＝ピエール・ウィミーユ   | アルファロメオ   | 詳細     |
| 9月5日  | イタリアグランプリ | ヴァレンティーノ公園       | ジャン＝ピエール・ウィミーユ | ジャン＝ピエール・ウィミーユ | ジャン＝ピエール・ウィミーユ   | アルファロメオ   | 詳細     |
| 10月2日 | イギリスグランプリ | シルバーストン・サーキット | ルイ・シロン                 | ルイジ・ヴィッロレージ       | ルイジ・ヴィッロレージ         | マセラティ       | 詳細     |

### その他のグランプリ
| 開催日   | レース                                                | サーキット                   | 優勝者                             | コンストラクター | レポート |
| -------- | ----------------------------------------------------- | ---------------------------- | ---------------------------------- | ---------------- | -------- |
| 1月17日  | 第2回グラン・プレミオ・デル・ヘネラル・フアン・ペロン | パレルモ市街地コース         | ルイジ・ヴィッロレージ             | マセラティ       | 詳細     |
| 2月17日  | 第2回グラン・プレミオ・デ・エバ・ペロン               | パレルモ市街地コース         | ルイジ・ヴィッロレージ             | マセラティ       | 詳細     |
| 3月29日  | 第9回ポーグランプリ                                   | ポー市街地コース             | ネッロ・パガーニ                   | マセラティ       | 詳細     |
| ４月29日 | ジャージーロードレース                                | セント・ヘイラー市街地コース | ボブ・ジェラード                   | ERA              | 詳細     |
| 5月2日   | 第2回ネイションズ・グランプリ                         | ジュネーヴ市街地コース       | ジュゼッペ・ファリーナ             | マセラティ       | 詳細     |
| 5月25日  | 第10回ブリティッシュ・エンパイア・トロフィー          | ダグラス・サーキット         | ジェフ・アンセル                   | ERA              | 詳細     |
| 5月30日  | パリグランプリ                                        | リナ・モンレリ               | イヴ・ジロ＝カバントゥー           | タルボ-ラーゴ    | 詳細     |
| 6月27日  | 第3回サンレモグランプリ                               | オスペダレッティ市街地コース | アルベルト・アスカリ               | マセラティ       | 詳細     |
| 8月7日   | ザントフォールトグランプリ                            | ザントフォールト・サーキット | プリンス・ビラ                     | マセラティ       | 詳細     |
| 8月8日   | 第14回コマンジュグランプリ                            | サン・ゴーダンス市街地コース | ルイジ・ヴィッロレージ             | マセラティ       | 詳細     |
| 8月8日   | 東スイスグランプリ                                    | エアレン市街地コース         | エマヌエル・ド・グラッフェンリード | マセラティ       | 詳細     |
| 8月29日  | 第10回アルビジョア・グランプリ                        | アルビ市街地コース           | ルイジ・ヴィッロレージ             | マセラティ       | 詳細     |
| 9月18日  | グッドウッド・トロフィー                              | グッドウッド・サーキット     | レグ・パーネル                     | マセラティ       | 詳細     |
| 10月10日 | 第4回グランプリ・ジュ・サロン                         | リナ・モンレリ               | ルイ・ロジェ                       | タルボ-ラーゴ    | 詳細     |
| 10月17日 | モンツァ・グランプリ                                  | モンツァ・サーキット         | ジャン＝ピエール・ウィミーユ       | アルファロメオ   | 詳細     |
| 10月24日 | チルクイート・ディ・ガルダ                            | ガルダ市街地コース           | ジュゼッペ・ファリーナ             | フェラーリ       | 詳細     |
| 10月31日 | 第9回ペーニャ・リン・グランプリ                       | ペドラルベス・サーキット     | ルイジ・ヴィッロレージ             | マセラティ       | 詳細     |